# Berylliumsulfit
Berylliumsulfit ist eine chemische Verbindung des Berylliums aus der Gruppe der Sulfite.

## Gewinnung und Darstellung
Berylliumsulfit kann durch Auflösung von Berylliumhydroxid in mit Schwefeldioxid gesättigtem Alkohol gewonnen werden. Wird die Lösung über Schwefelsäure oder im Vakuum über Kaliumhydroxid eingedampft, so entsteht ein weißer Niederschlag aus Berylliumsulfit.
{\displaystyle \mathrm {Be(OH)_{2}+SO_{2}\longrightarrow BeSO_{3}+H_{2}O} }

## Eigenschaften
Berylliumsulfit ist ein weißer Feststoff, der nur an trockener Luft beständig ist. In feuchter Luft zieht er Wasser an und hydrolysiert rasch. Bei Kontakt mit Wasser erfolgt Zersetzung mit Schwefeldioxid-Abspaltung. In Alkohol löst es sich langsam. Da keine wissenschaftlichen Studien und Literatur zu der Verbindung existiert, ist die Existenz der Verbindung (und auch Verbindungen wie Berylliumbisulfit oder basisches Berylliumsulfit) in reiner Form nicht gesichert.